# Birbalina
Birbalina es un género de foraminífero bentónico de estatus incierto, aunque considerado un sinónimo posterior de Orbitolina de la subfamilia Orbitolininae, de la familia Orbitolinidae, de la superfamilia Orbitolinoidea, del suborden Orbitolinina y del orden Loftusiida. Su especie tipo era Birbalina pulchra. Su rango cronoestratigráfico abarcaba el Cenomaniense (Cretácico superior).

## Discusión
Clasificaciones previas incluían Birbalina en el suborden Textulariina del orden Textulariida o en el orden Lituolida.

## Clasificación
Birbalina incluye a la siguiente especie:
- Birbalina pulchra †